# Adriano João

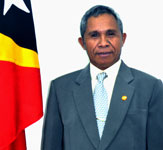
Adriano João

Adriano João (* 1. November 1953 in Lolotoe, Portugiesisch-Timor), Kampfname Bere Mali, ist ein Politiker aus Osttimor, Mitglied der Partido Democrático (PD) und Parteivorsitzender der PD in der Gemeinde Bobonaro.
João absolvierte 1987 die Sekundärstufe der Schule. In Bobonaro war er Sekretär der Widerstandszone im Krieg gegen die indonesische Besatzung.
Am 1. März 2011 wurde er als Nachrücker für Vital dos Santos Abgeordneter im Nationalparlament Osttimors. Bei den Parlamentswahlen in Osttimor 2012 gelang João auf Anhieb der Einzug ins Parlament auf Listenplatz 8 der PD. Im Parlament war er Mitglied der Kommission für Öffentliche Finanzen (Kommission C) und stellvertretender Fraktionschef. Bei den Wahlen 2017 scheiterte João auf Listenplatz 58 der PD und schied damit aus dem Parlament aus.
João ist Träger des Ordens Nicolau Lobato zweiten Grades und der Goldmedaille der Demokratischen Republik Timor-Leste.